# Lisses
Lisses ist eine französische Gemeinde mit 7295 Einwohnern (Stand: 1. Januar 2022) im Kanton Corbeil-Essonnes, im Arrondissement Évry, im Département Essonne und in der Region Île-de-France. Die Einwohner heißen Lissois.

## Geographie
Lisses liegt etwa 30 Kilometer südsüdöstlich von Paris.
Umgeben wird Lisses von den Nachbargemeinden Courcouronnes im Norden, Évry im Nordosten, Corbeil-Essonnes im Osten, Villabé im Südosten, Mennecy im Süden, Écharon im Südwesten, Vert-le-Grand im Westen und Bondoufle im Nordwesten.
Die Essonne begrenzt die Gemeinde im Süden.
Durch Lisses führt die Autoroute A6 und der Pariser Straßenverkehrsring Francilienne.

## Gemeindepartnerschaft
Seit 1995 besteht eine Partnerschaft mit der deutschen Gemeinde Aue-Fallstein, heute Ortsteil von Osterwieck in Sachsen-Anhalt.

## Bevölkerungsentwicklung
| 1962 | 1968 | 1975 | 1982 | 1990 | 1999 | 2006 | 2018 |
| ---- | ---- | ---- | ---- | ---- | ---- | ---- | ---- |
| 586  | 681  | 738  | 4343 | 6860 | 7206 | 6911 | 7350 |

## Sehenswürdigkeiten

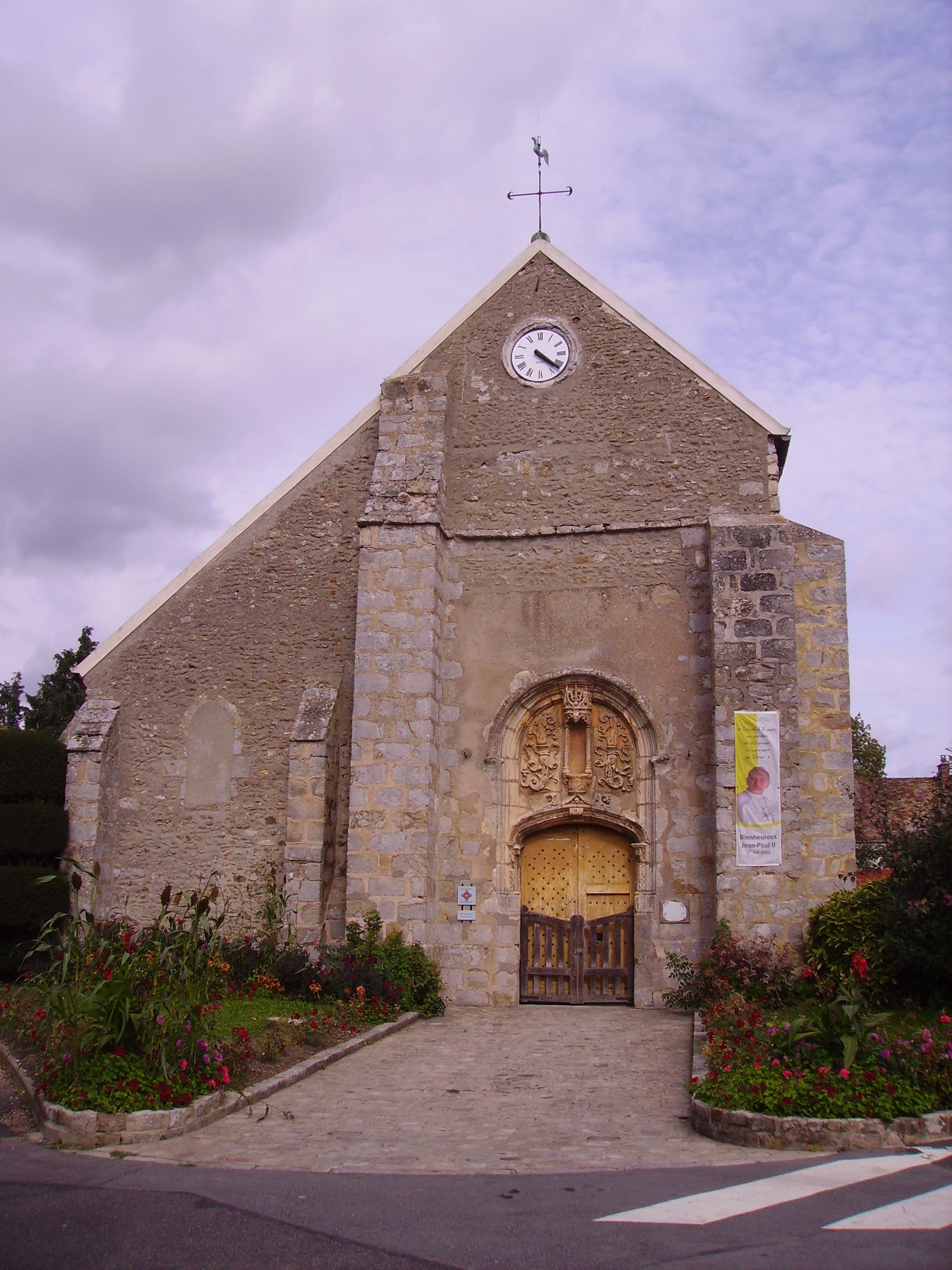
Kirche Saint-Germain-et-Saint-Vincent

- Kirche Saint-Germain-et-Saint-Vincent, seit 1950 Monument historique